# Yves Goulart
Ivoilson Goulart (Urussanga, 15 de maio de 1975), conhecido como Yves Goulart, é ator, produtor e cineasta brasileiro. Iniciou sua carreira artística em 1995, como ator nos palcos paranaenses. Aos poucos foi descobrindo e conquistando outras formas de se expressar, como no cinema e na televisão. Formou-se em Cinema e pós-graduou-se em Educação, na Universidade Gama Filho, no Rio de Janeiro, onde descobriu sua vocação como diretor, começando assim a construir a sua filmografia. Em 2005, completando 10 anos de carreira, Goulart foi homenageado pela Prefeitura Municipal e pela Câmara Municipal de Urussanga, recebendo o prêmio 'Honra ao Mérito', por representar artisticamente a sua cidade natal. Em 2010, recebeu o prêmio Brazilian Press da imprensa brasileira nos Estados Unidos, pelo destaque obtido em suas realizações na área de cinema.  No mesmo ano, foi nomeado 'Personalidade Lusófona do Ano' pela Associação CHAMA, da Universidade de Strasbourg, na França. Foi homenageado em 2014 pela Instituição Multiplicando Talentos, que abriu o primeiro CineClube 3D de Urussanga, ganhando o nome de Sala Yves Goulart.

## Ator

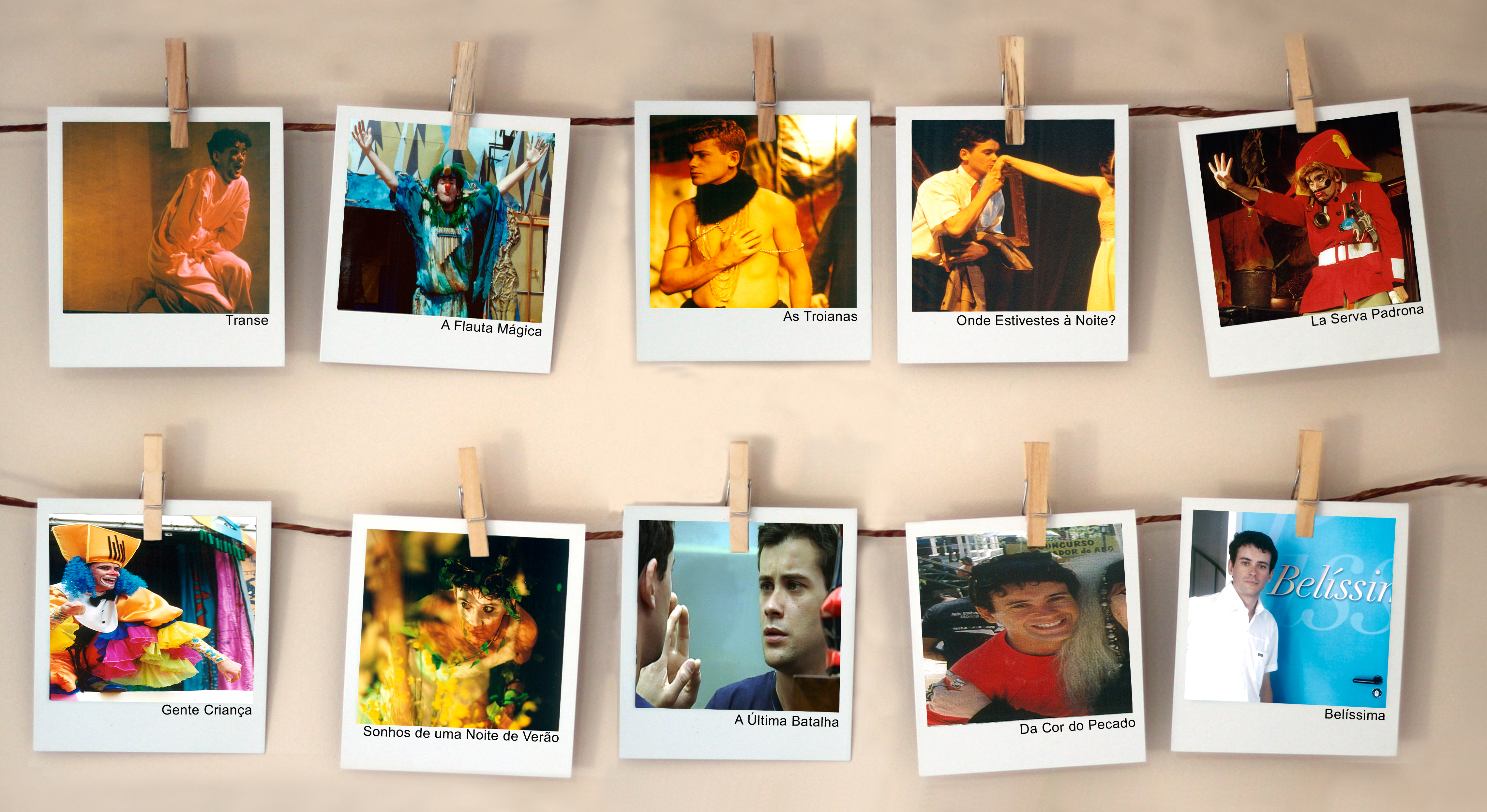
Yves Goulart em diversos momentos de sua carreira como ator.

Goulart trabalhou como ator no teatro paranaense nas peças:
- 'Transe' (1996), de Ronald Rad, com direção de Marley Mello, interpretando Anselmo.
- 'A Flauta Mágica' (1997 e 1998), de Mozart, com direção de Marcelo Marchioro, para o projeto do Teatro Guaíra, interpretando Papagueno.
- 'As Troianas' (1998), de Eurípides, com direção de Guaraci Martins, interpretando Helena de Troia.
- 'Onde estivestes à noite?' (1999), interpretando Ariel, ao lado da atriz curitibana Simone Spoladore, com direção de Edson Bueno.

A convite de Bueno, integrou o projeto 'Comboio Cultural' (1999 a 2002), da Secretaria de Estado da Cultura do Paraná, atuando em:
- 'La Serva Padrona' (2000), de Pergolesi, com direção de Edson Bueno e Maestro Osvaldo Colarusso, interpretando Vespone.
- 'Gente Criança' (2001 e 2002), de Rosy Greca, com direção de Fátima Ortiz, interpretando Palhaço Pipoca.

No cinema, protagonizou o longa-metragem 'A Última Batalha' (2005), de João Stefan, interpretando Lucas, e participou do curta-metragem 'Quatro Amigos Falando de Amor' (2000), de Gil Barone.
Na televisão, Goulart trabalhou na Rede Globo, participando de 'Os Normais' (2003) e da novela 'Da Cor do Pecado' (2004). Fez parte do elenco da novela 'Belíssima' (2005 e 2006), de Silvio de Abreu.

## Educador e escritor

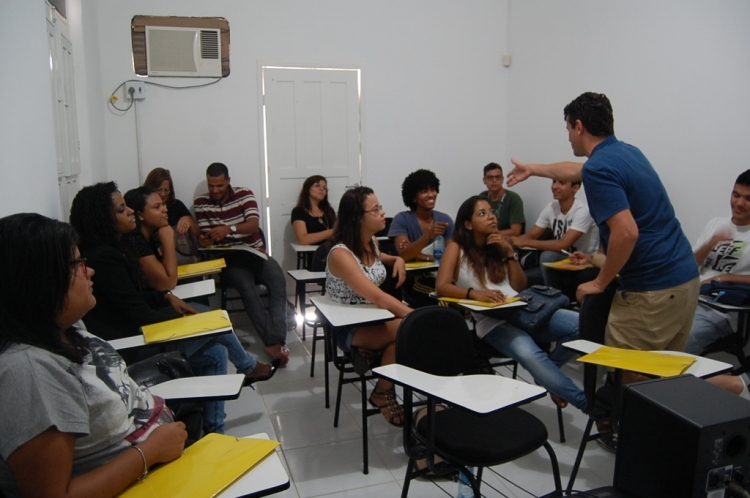
Yves Goulart dando aula de cinema.

Goulart desenvolveu o projeto 'Oficina de Teatro' para a população carente, tendo lecionado em Urussanga (Santa Catarina), Curitiba (Paraná), Cascavel (Paraná) e Paranaguá (Paraná), de 1999 a 2002.
Em 2006, escreveu a monografia 'Cinema na Educação', durante o seu curso de pós-graduação em Educação, na Universidade Gama Filho.
Como roteirista, escreveu 'Ouro Negro', que recebeu o 'Prêmio Estímulo à Produção', como melhor roteiro, no 3° Catarina Festival de Documentário (2004), 'Iluminuras', 'Edilamar', que foi selecionado para o projeto 'Revelando os Brasis - Ano I' (2004), do Ministério da Cultura (Brasil), 'Na Rota do Comboio Cultural', 'Lavagem do Bonfim - Da Bahia a Nova York', 'Além da Luz' e 'Francisco de Assis - Uma Lição de Vida'.

## Cineasta
Como cineasta, produziu e dirigiu os seguintes filmes que participaram de diversos festivais e mostras nacionais e internacionais de cinema.

### Francisco de Assis - Uma Lição de Vida

Francisco de Assis - Uma Lição de Vida (2014)

Categoria: documentário (Colorido-HD / 94 min. / Brasil - 2014)
Estreia mundial no 16o Havana Film Festival New York (Nova York, abril de 2015).
Prêmios:
- Brazilian Press Award – Cinema e Vídeo (Flórida, maio de 2017);
- Palma de Prata – Mexico International Film Festival (México, maio de 2015);
- Prêmio de Excelência – Accolade Global Film Competition (Califórnia, novembro de 2014).

### Making Of - A Música Segundo Tom Jobim
Categoria: making of (Colorido-HD / 24 min. / Brasil - 2012)
Yves Goulart foi convidado pelo cineasta Nelson Pereira dos Santos para dirigir o making of do seu premiado documentário A Música Segundo Tom Jobim.

### Além da Luz

Além da Luz (2010)

Categoria: documentário (Colorido-HD / 82 min. / Brasil e EUA - 2010)
Exibições especiais no Senado Federal do Brasil, na Semana de Valorização da Pessoa com Deficiência (Brasília, dezembro de 2009), nas Nações Unidas, no Dia Internacional das Pessoas com Deficiência (Nova York, dezembro de 2009), e na UNESCO, com voice-over em francês (Paris, novembro de 2010).
Prêmios: 
- Prêmio Especial do Júri Popular – Festival de Cinema Brasileiro BRAPEQ (Pequim, China, novembro de 2010);
- Palma de Ouro – Mexico International Film Festival 2010 (Rosarito, México, maio de 2010).

### Lavagem do Bonfim - Da Bahia a Nova York[6]
Categoria: documentário (Colorido-NTSC / 6 min. / EUA - 2009)
Prêmios:
- Prêmio Homenagem - VII Brazilian Cine Fest Petrobras (Nova York, 2009);
- Melhor Documentário - Focus Brazil Video Fest 2009 (Flórida, 2009);
- Melhor Roteiro - Focus Brazil Video Fest 2009 (Flórida, 2009);
- Melhor Fotografia - Focus Brazil Video Fest 2009 (Flórida, 2009).

### Na Rota do Comboio Cultural[5]
Categoria: documentário (Colorido-NTSC / 25 min. / Brasil - 2008)
O filme conta com a participação afetiva de José Wilker.

### Edilamar
Categoria: ficção (Colorido-NTSC / 19 min. / Brasil - 2005)
O filme integrou o projeto 'Revelando os Brasis - Ano I', do Ministério da Cultura (Brasil), e participou de vários festivais de cinema no Brasil e no exterior.

### Iluminuras
Categoria: ficção (Colorido-NTSC / 12 min. / Brasil - 2003)
Baseado no espetáculo de dança Iluminuras, coreografado por Marcelo Nigri e João Paulo Gross, o filme participou da mostra competitiva do 9º Festival Brasileiro de Cinema Universitário (2004), no Centro Cultural Banco do Brasil, do Festival Brazilian View Film Fest (2005), em Londres, e do Brazilian Cutting Edge Festival - Contemporary Arts (2006), em Londres.

### Ouro Negro
Categoria: documentário (Colorido-NTSC / 12 min. / Brasil - 2003)
O filme fez parte da seleção oficial do 12° Festival de Gramado Cinema Vídeo (Gramado, Rio Grande do Sul, 2004) e participou dos programas 'Curta Brasil', da TVE Brasil, e 'Curta na Tela', do Canal Brasil da Globosat.
Prêmio:
- Melhor Documentário - 11º Festival de Curta-Metragem da Universidade Gama Filho (2003).

## Curador
Goulart foi convidado pelo Dr. Domício Coutinho, presidente do Brazilian Endowment for the Arts (BEA), em Nova York, para ser o curador de cinema do projeto 'Brazilian Film on Thursdays' (2008 e 2009).
O projeto promove a exibição de filmes brasileiros clássicos, independentes e de sucesso, todas as quintas-feiras, com o objetivo de divulgar a cinematografia nacional. Após as exibições, Goulart conduz debates com o público, contando com a presença de convidados especiais como: Guilherme Parreiras, Micki Mihich e Stela Brandão.
Em 29 de setembro de 2008, Coutinho e Goulart inauguraram oficialmente a 'Sala Nelson Pereira dos Santos', na BEA. O cineasta Nelson Pereira dos Santos esteve presente na solenidade, onde foi condecorado com a 'Medalha do Mérito Machado de Assis', da União Brasileira de Escritores de Nova York (UBENY).

## Repórter cinematográfico

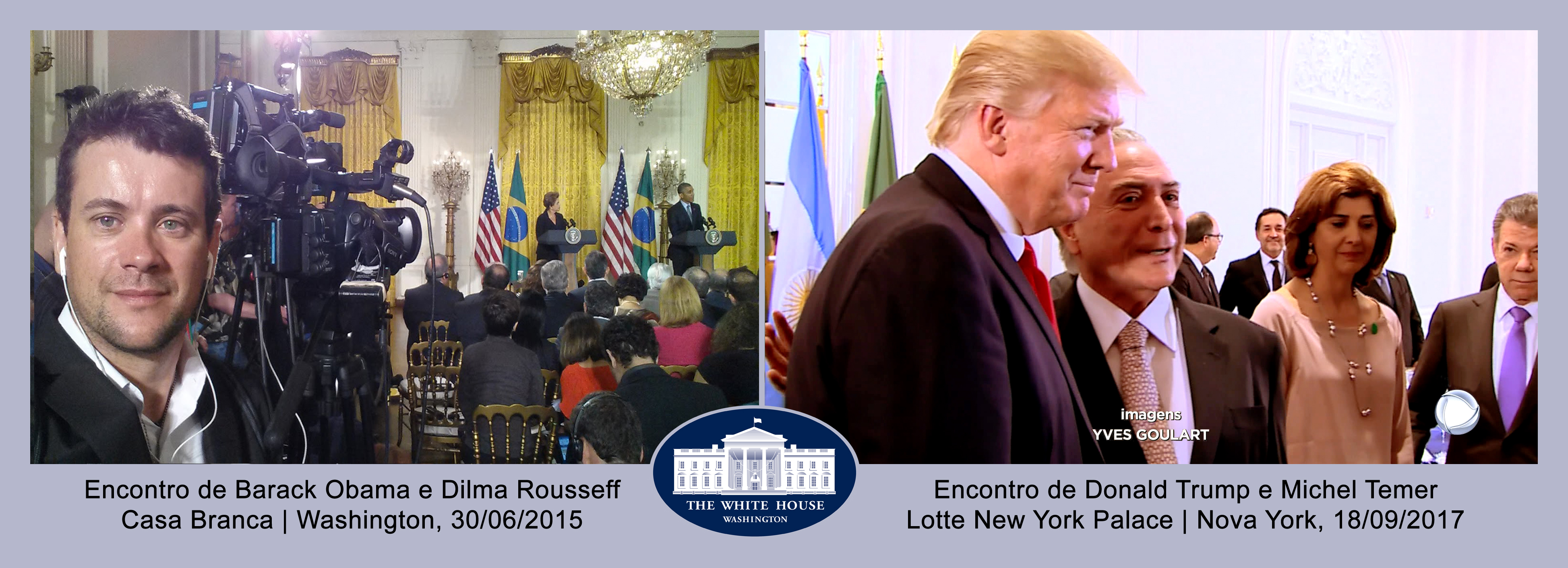
Encontro de Barack Obama e Dilma Rousseff na Casa Branca (Washington, 30/06/2017) ｜ Encontro de Donald Trump e Michel Temer no Lotte New York Palace Hotel (Nova York, 18/09/2017)

Goulart trabalha como repórter cinematográfico para as principais emissoras de TV brasileiras: SBT (2011 a 2015), Globo Internacional (2014 e 2015) e Record TV (desde 2016).
Participou de inúmeras reportagens, coberturas e séries para o jornalimo do SBT, destacando-se:
- Com a jornalista Cleide Klock, as séries '11 de Setembro – O Dia que Não Acabou' (2011), para o programa 'Conexão Repórter', e '11 de Setembro – Um Olhar Brasileiro' (2011), para o jornal 'SBT Brasil', e a cobertura da morte do ator Robin Williams (2014), em São Francisco, para o jornal 'SBT Brasil';

- Com a jornalista Fernanda Bak, as coberturas 'Tiroteio na Escola Sandy Hook' (2012), em Connecticut, 'Atentado à Maratona de Boston' (2013) e 'Tornados em Moore, Oklahoma' (2013);
- Com a jornalista Yula Rocha, as reportagens 'Os Segredos das Pirâmides do México' (2014) e 'A Tensão Racial em Baltimore' (2015), as coberturas 'Assembleia Geral das Nações Unidas' (2012 a 2014),     durante o governo de Dilma Rousseff, e 'A viagem do Papa Francisco em Cuba e nos Estados Unidos' (2015) e as seguintes séries: 'No Mundo da Copa' (2014), amistosos da Copa do Mundo FIFA, 'Travessia de Risco' (2014), sobre a imigração ilegal na fronteira do México com os Estados Unidos, 'Seca: O Exemplo da Califórnia' (2014), sobre cidades sem água por mais de um ano, 'Os 70 Anos da Segunda Guerra Mundial' (2015), sobre sobreviventes e cidades marcadas pelas cicatrizes da guerra, e 'Primeira Visita Oficial de Dilma Rousseff à Casa Branca' (2015).

Para a Globo Internacional, trabalhou ao lado do jornalista Eliseu Caetano no programa de entretenimento semanal 'Planeta Brasil' (2014 e 2015), sobre a comunidade brasileira que vive nos Estados Unidos.  Entre as matérias realizadas destacam-se: 'Planeta 600' (2015), comemoração da 600a edição do programa, entrevista especial com o jornalista Lucas Mendes (2015), da 'Globo News', quando venceu o prêmio 'Maria Moors Cabot', da Universidade de Columbia, os bastidores do 'Brazilian Day' (2014 e 2015) e a cobertura da criação de um mural gigante em Nova York, feito pelos grafiteiros brasileiros Os Gemeos (2015).

Desde abril de 2016, trabalha na Record TV cobrindo as notícias factuais nos Estados Unidos, ao lado da jornalista Heloisa Villela.  Participou da cobertura das eleições presidencias americanas de 2016, da posse do presidente Donald Trump (2017) e da Assembleia Geral das Nações Unidas (2016 e 2017), durante o governo de Michel Temer.  Entre as matérias e séries realizadas para o 'Jornal da Record', destacam-se: 'O Som das Ruas em São Paulo e Nova York' (2016), sobre músicos nas estações de metrô, 'Voluntários em Países Arrasados pela Guerra' (2017), 'Perigo na Água' (2017), sobre a contaminação da água de Nova York com chumbo, e 'Massacre em Las Vegas' (2017), o maior massacre da história recente dos Estados Unidos.